# Giovanni Antonio di Amato le Jeune
Pour les articles homonymes, voir Amato (homonymie).
Giovanni Antonio di Amato le jeune  (né en 1535 à Naples, en Campanie - mort en 1598) est un peintre italien maniériste du XVIe siècle.

## Biographie
Giovanni Antonio di Amato le jeune est un peintre italien de la Renaissance ayant exercé son activité essentiellement à Naples.
Fils du frère du peintre Giovanni Antonio d'Amato il Vecchio (l'Ancien), il a épousé le peintre Mariangiola Criscuolo. À la mort de son oncle, il entre dans l'atelier de Giovanni Bernardo Lama. Il a eu deux filles et un fils.